# Alopecosa andesiana
Alopecosa andesiana este o specie de păianjeni din genul Alopecosa, familia Lycosidae. A fost descrisă pentru prima dată de Berland, 1913.
Este endemică în Ecuador. Conform Catalogue of Life specia Alopecosa andesiana nu are subspecii cunoscute.